# 시베리아조코
시베리아조코(Myospalax myospalax)는 소경쥐과에 속하는 설치류의 일종이다. 카자흐스탄과 러시아에서 발견된다.